# 乔万尼·维尔加
乔万尼·维尔加（Giovanni Verga，1840年9月2日—1922年1月27日），意大利小说家、戏剧家。

## 生平
1840年9月2日出生在西西里岛卡塔尼亚市的一个贵族家庭。祖父是秘密革命组织烧炭党成员。他在家乡度过了自己的童年和青年时期。11岁时到阿巴特学校学习，启蒙老师安东尼奥·阿巴特是他家的远房亲戚，也是一位曾参加过1848年革命的爱国者和诗人，对维尔加影响很大并鼓励他写作。维尔加一位远房表兄多米尼科·加斯托里纳早年离开贫穷闭塞的西西里，到彼埃蒙特大区最后成为小有名气的作家和诗人。在他们两人的影响下，维尔加在16岁时根据美国革命的故事写出自己第一部小说《爱情与祖国》，这本书只发表了其中的两章，书中明显地反映出他从阿巴特所接受的民族复兴思想和爱国思想。
1858年他人卡塔尼亚大学学习法律，学习之余热心新闻工作，未毕业，于1861年干脆退学与朋友一起创办并领导了政治周刊《意大利人的罗马》，宣传统一，反对割据思想。在大学学习期间，他还模仿大仲马创作自己第二部小说《山地的烧炭党人》，自费出版。小说分写烧炭党人反对拿破仑政府统治的故事。1863年，又在佛罗伦萨的《新欧洲》上连载了第三部小说《在泻湖上》。他还协助创办了《独立者》和《当代意大利》杂志，宣传革命思想。
维尔加向往外面的世界，迫切希望开阔自己的视野，感到有必要去直接感受欧洲浪漫主义在意大利的影响，次年他离开西西里前往佛罗伦萨，一直住到1871年。他进入文学圈并结识了许多名人和作家，特别是与文艺理论家和作家路易吉·卡普安纳结下了亲密友谊，共同推动真实主义在意大利的普及与发展。1866年发表小说《一个女罪人》,1871年发表小说《一只莺鸟的故事》，这是两部具有浪漫色彩的爱情小说。
1872年他移居米兰，一直住到1893年。这时的米兰已取代佛罗伦萨成为意大利文艺中心，由于《一只莺鸟的故事》获得成功，维尔加很快进入米兰文艺界，还成为马费伊伯爵夫人“沙龙”的座上客，与文学界新闻界的名人建立了深厚的友谊。1877年卡普安纳也来到米兰，老朋友相见分外高兴，观点一致，共同确立了真实主义文学理论基础及其在意大利文坛上的地位。在米兰这段时间，维尔加受法国心理小说的影响，辛勤笔耕，先后又发表了多部小说：《夏娃》、《真老虎》、《奈达》、《埃罗斯》、《春天与别的故事》。
紧接着又发表了一系列西西里小说，如《马拉沃利亚一家》、《田野生活》、《乡村故事》、《埃莱娜之夫》、《在路上》。戏剧《乡村骑士》被马斯卡尼改编为歌剧，大获成功。
维尔加继续创作，名声也越来越大。1887年，他将以前在杂志上连载的故事合订成册，以《流浪》发表。1893年，根据一项判决，维尔加也成为马斯卡尼歌剧的共同作者，并获得14万3千里拉。有了这笔钱，维尔加于次年又回到故乡卡塔尼亚。
维尔加在家乡长住直到去世（其间有时去米兰和罗马小住），这时期创作减少。1920年被任命为意大利王国参议员。1922年1月27日逝世。